# 松井爱莉
松井爱莉（日语：／ Matsui Airi，1996年12月26日—）是一位日本女演員、時裝模特兒。出身於福岛县磐城市，经纪公司是Amuse，是偶像團體樱花学院的前成员。身高170cm。

## 简历
2009年1月，参加青少年杂志《nicola》的模特儿甄选比赛，在14076名参赛者中获得大奖。同年10月，成为nicola杂志的专属模特。2011年1月首次在杂志封面出现。2012年2月首次单独成为封面人物（2012年3月号），成为继古畑星夏、池田依來沙以后同年龄模特中第三个单独成为封面人物的模特。
2010年4月，成为樱花学院学员。2012年3月15日从樱花学院毕业。

## 人物
左撇子。與櫻花學院前成員武藤彩未、中元鈴香和三吉彩花為好友；其中，與三吉彩花合稱「（MiyoMatsu）」。

## 演出作品

### 雜誌連載
- nicola（2009年10月號 - 2013年5月號） - 專屬模特兒
- Ray - 專屬模特兒

### 電影
- 人生最後那幾件事（想いのこし）（2014年11月22日，東映） - 飾演 犬塚ケイ[3]
- 墊底辣妹（ビリギャル）（2015年5月1日，東寶） - 飾演 本田美果
- 通學系列（波麗佳音） - 飾演 森下優名
  - 通學電車（2015年11月7日）
  - 通學途中（2015年11月21日）
- 青空吶喊（青空エール）（2016年8月20日，東寶） - 飾演 脇田陽万里
- 新難波帝王電影版（劇場版 新・ミナミの帝王）（2017年1月14日，KATSU-do） - 飾演 鶴丸美月
- 福爾圖娜之瞳（2019年2月15日，東宝電影） - 飾演 植松真理子
- 力士！助平（どすこい!すけひら）（2019年11月1日，Ark Entertainment） - 飾演
- 療癒的嘗試～變得愛自己的方法～（癒しのこころみ～自分を好きになる方法）～（2020年7月3日，AEON ENTERTAINMENT） - 主演 一之瀨里奈
- 破碎的瞬間（砕け散るところを見せてあげる）（2021年4月9日，AEON ENTERTAINMENT） - 飾演 尾崎姐姐
- 總理之夫（2021年9月23日，東映／日活） - 飾演

### 電視劇
- 山田君與7人魔女（2013年8月10日－9月28日，富士電視台） - 飾演 瀧川諾亞
- GTO（2014年7月8日－9月16日，關西電視台）- 飾演 古谷佳永子
- 靈異教師神眉（2014年10月11日－12月13日，日本電視台）- 飾演 稻葉鄉子
- 年齡歧視 第8話、最終話（2015年9月3日・10日，朝日電視台） - 飾演 塩野玲奈
- 我們仍未知道那天所看見的花名。（2015年9月21日，富士電視台）- 飾演 安城鳴子
- 肚餓文選（2016年3月13日，東京電視台）- 主演 美咲
- 我不是無法結婚，是不婚 第3話 - 第7話（2016年4月29日－5月27日，TBS）- 飾演 佐伯繪理
- 愛情酒店的上野先生（2017年1月18日－4月5日，富士電視台） - 飾演 中瀨麻衣
- 三個奶爸（2017年4月19日－6月21日，TBS） - 飾演 渡邊華
- 成人高校（2017年10月14日－12月9日，朝日電視台）- 飾演 姫谷櫻
- OH MY JUMP!少年JUMP救地球 第10話（2018年3月16日，東京電視台）- 飾演 黑塚香奈
- 這地方的命運之人（2018年2月26日－3月26日，CBC電視台） - 主演 松本陽子
- 好醫生（2018年7月12日－9月13日，富士電視台） - 飾演 森下汐里
- 我的初戀情人（2019年1月1月19日－3月2日，朝日電視台） - 飾演 五十嵐優實
- 明察小會計（2019年7月26日－9月27日，NHK綜合） - 飾演 中島希梨香
- 這個男人是我人生中最大的錯誤（2020年1月19日－3月22日，朝日放送電視台） - 主演 佐藤唯
- 新婚甜心是同事（2020年11月13日－12月25日，MBS電視台） - 主演 春田亞美（與板垣瑞生雙主演）
- 福岡戀愛白書16 聖誕狂想曲（2021年3月27日，九州朝日放送）- 主演 柴田遙香
- Night Doctor 第4話（2021年7月12日，富士電視台） - 飾演 花園詩織
- IP～網路搜查班 第7話（2021年8月26日，朝日電視台） - 飾演 影森瞳
- 我只是想說喜歡妳（2021年10月7日－11月11日，東京電視台） - 飾演
- 警視廳強行犯係樋口顯（2022年2月7日，東京電視台） - 飾演 羽澄京子
- 受付的JOE（2022年4月26日－6月28日，日本電視台） - 飾演 春口光咲
- 警視廳・搜查一課長 season6 第7話（2022年5月26日，朝日電視台） - 飾演 土田一花
- 性感男友讓我著迷（2022年6月7日－8月9日，富士電視台） - 主演 境野仁美
- Black / Crows～roppongi underground～（2022年6月29日・7月6日，富士電視台） - 飾演 詩步
  - Black / Crows～roppongi underground～2（2022年12月14日・21日，富士電視台）
- 致鬱生日（2023年2月8日－3月29日，關西電視台） - 主演 尾崎花鈴（與鶴房汐恩雙主演）[4]
- 媽媽是酒保～今夜跳舞吧～ 第4話（2023年2月9日，BS-TBS） - 飾演 福原彩葉
- 旅館員工東堂克生的事件檔案～日光鬼怒川溫泉殺人事件～（2023年3月18日，BS-TBS） - 飾演 神林早希
- 3年VR組（2023年3月27日，關西電視台） - 飾演 内田みちる / 町野みちる
- 絕對不可能～偵探·上水流涼子的解析～ 第8話（2023年6月5日，關西電視台・富士電視台） - 飾演 矢上陽菜
- 一兆＄遊戲 第3話（2023年7月28日，TBS） - 飾演 アイミ
- 白暮編年史（2024年3月1日－5月17日，WOWOW） - 飾演 伏木あかり
- 秘密同盟（2024年4月5日－6月21日，讀賣電視台） - 主演 宇吹詩杏
- 西園寺小姐不做家事（2024年7月9日－9月17日，TBS） - 飾演 楠見瑠衣
- 錦糸町Paradise（2024年7月13日－9月28日，東京電視台） - 飾演 OL①
- 遺產偵探 第1話（2025年1月25日，日本電視台） - 飾演 今畠美樹
- 相棒 season23 第16話（2025年2月19日，朝日電視台）- 飾演 虻川希美
- 子宮戀愛（2025年4月11日－，讀賣電視台） - 主演 苫田まき

### 電視廣告
- Recruit Marketing Partners《ZEXY》（2013年5月 - ） - 第6代廣告女孩[5][6]
- 朝日新聞《合格應援BOOK》（2013年7月 - ）
- GREE Grani 神獄的Valhalla Gate（2013年9月 - ）[7][8]
- CJ FOODS JAPAN株式会社《美酢(ミチョ) 収穫祭》（2019年）
- 因幡電機産業株式会社　企業CM「街を描く」（2020年）

### 靜態寫真、廣告
- WORLD PINK-latte（2011年 - ） - 形象代言人
- 魔法的i-land（2011年 - ） - 形象代言人
- HONEYS COLZA（2012年） - 形象代言人
- lecole vantan high school（2012年 - ） - 2012年度形象代言人

### 型錄
- Onward樫山 組曲PURETE 2012年秋冬（2012年）

### 網路電視
- nicola©（2009年、goomo） - 不定期演出
- Last Kiss（2015年10月16日 - 30日、youtube） 主演 真夏

### 音樂錄影帶
- kerakera（2013年2月27日）

## 外部連結
- 松井愛莉的Instagram帳戶
- 松井愛莉的X（前Twitter）

部落格
- 松井愛莉官方部落格「Airi's.@diary」 （页面存档备份，存于） - Ameba部落格
- 櫻花學院官方部落格「學院日誌」 網誌題目:松井愛莉 （页面存档备份，存于） - 同上
- http://nicolog.nicola.jp/category/779580-1.html[　Nico☆log:] （页面存档备份，存于） - 269g

個人資料
- 松井 愛莉 - Amuse官方網站 （页面存档备份，存于）
- 櫻花學院學生介紹 - 松井 愛莉
- 松井 愛莉  - Nocola Net